# .bt
.bt è il dominio di primo livello nazionale assegnato al Bhutan.
È amministrato dal ministero delle comunicazioni del Bhutan.